# Temple mormon de San Antonio
Le temple mormon de San Antonio est un temple de l'Église de Jésus-Christ des saints des derniers jours situé à San Antonio, au Texas. Il a été inauguré le 22 mai 2005.